# Félix-Jacques Moulin

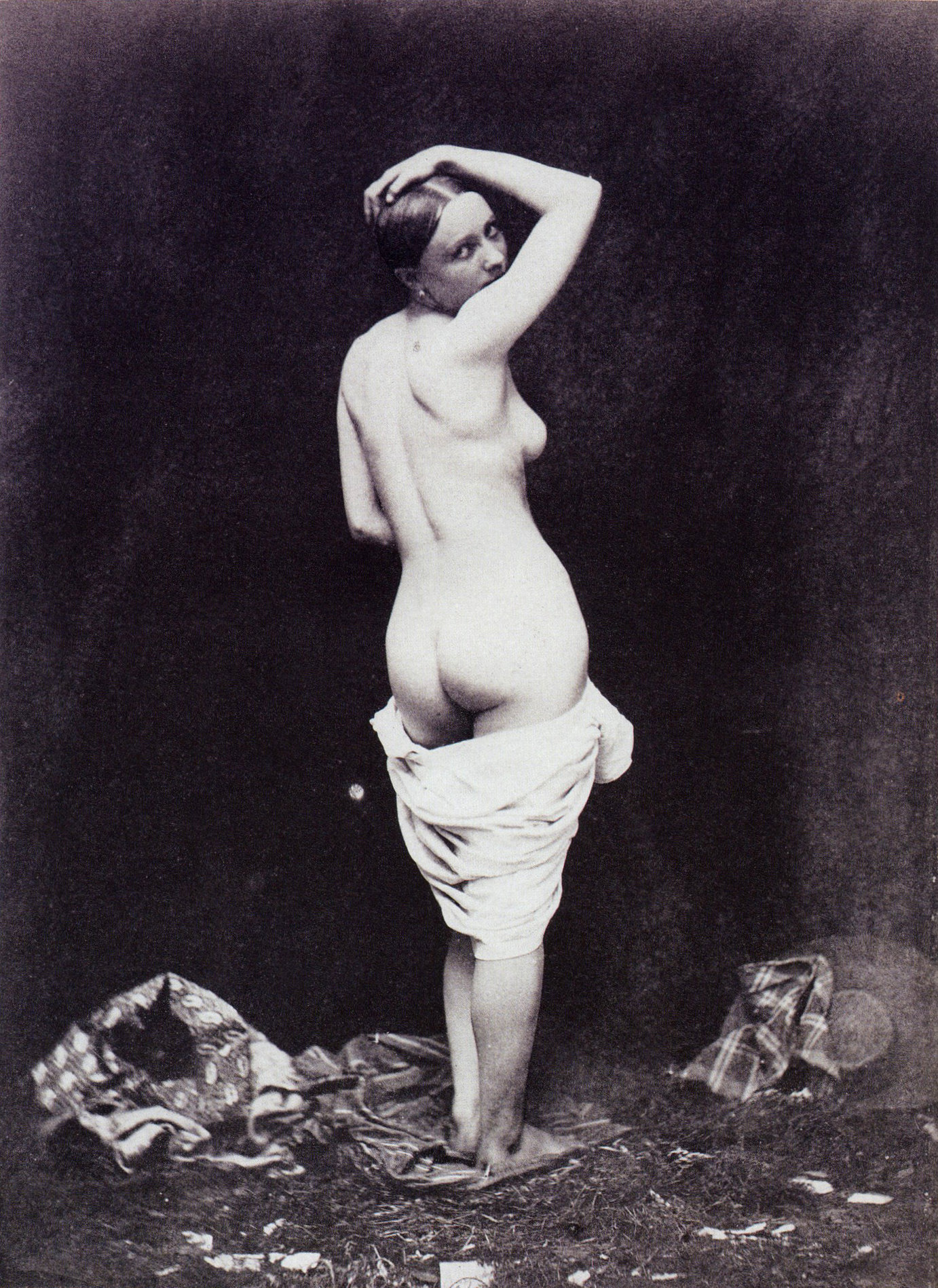
Félix-Jacques Moulin: Stojící dívčí akt, fotografie z kolódiového skleněného negativu na slaném papíru, 20.8 × 15.2 cm, 1849

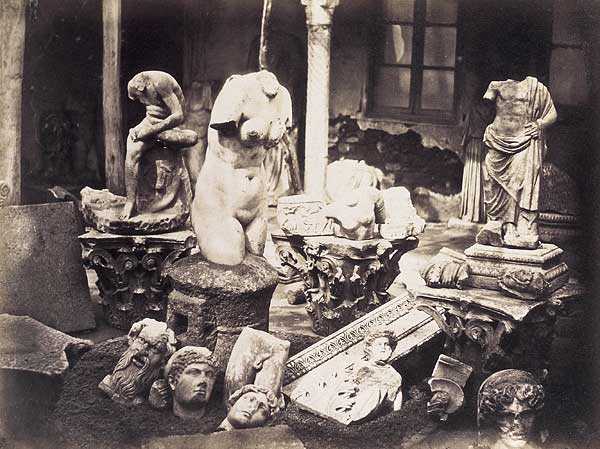
Félix-Jacques Moulin: Muzeum v Cherchellu, fragmenty nalezené během expedice, asi 1856

Félix-Jacques Moulin (18. srpna 1802 – 12. prosince 1875) byl francouzský fotograf. Věnoval se portrétní fotografii, fotografii architektury, krajin i aktů.

## Životopis
V roce 1849 otevřel fotograf Moulin vlastní obchod na Faubourg-Montmartre v Paříži a začal pořizovat daguerrotypie mladých dívek ve věku od 14. do 16. let. V roce 1851 byly Moulinovi jeho práce zabaveny a on byl odsouzen na jeden měsíc vězení za „obscénní“ charakter jeho snímků – „tak obscénních, že i vyslovení jejich titulů (...) by bylo spáchání obscénnosti“.
Po svém propuštění pokračoval Moulin ve své činnosti více diskrétně. Učil fotografii, prodával fotografické vybavení a měl ve svém obchodě zadní dveře, aby se vyhnul dalším právním problémům. Jeho díla získala vážnost kritiků.
V roce 1856 Moulin podnikl fotografickou expedici do Alžírska s více než jednou tunou vybavení a požehnáním vlády, která mu zajistila přístup ke koloniálním autoritám. V Alžírsku se setkal s technickými obtížemi kvůli změnám vlhkosti, práci v otevřeném terénu a kvalitou vody. Nicméně se mu podařilo pořídit rozsáhlý dokument o francouzských koloniích v severní Africe. Vrátil se v roce 1858 se stovkami fotografií krajin, měst, archeologických průzkumů a portréty obyvatel. 300 z nich publikoval v díle L'Algérie photographiée, která vyšla ve třech dílech. Tyto dokumenty se staly oficiální brožurou koloniální vlády Napoleona III., kterému byla věnována. Snímky cestovaly Evropou na několika výstavách.

## Mission héliographique
Za vlády Napoleona III. se fotografii architektury ve Francii věnoval velký zájem. V roce 1851 byla založena mise Mission héliographique francouzskou vládní organizací Commission des Monuments historiques (Úřad historických památek). Úkolem mise byla fotografická dokumentace architektonických památek ve Francii, především významné historické a kulturní pamětihodnosti podléhající ochraně a zahrnuté do Monument historique. Členové skupiny se skládali z fotografů: Gustave Le Gray, Auguste Mestral, Édouard Baldus, Hippolyte Bayard a Henri Le Secq. Fotografové měli zdokumentovat historické budovy, mosty a památky, z nichž mnohé byly zbourány, aby uvolnily cestu pro velké pařížské bulváry, které nechal postavit na příkaz Napoleona III. prefekt Baron Georges-Eugène Haussmann.

### Akty

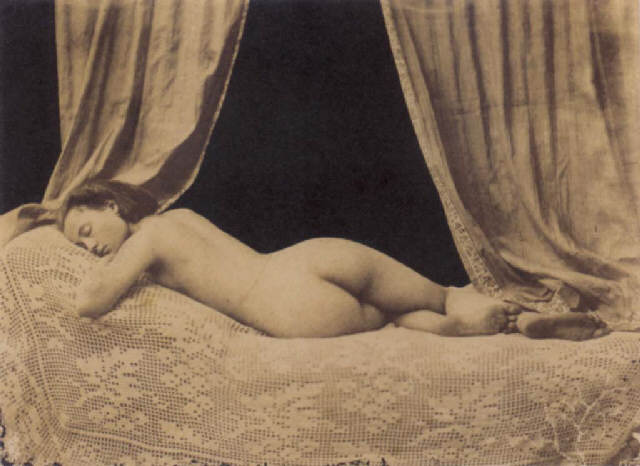
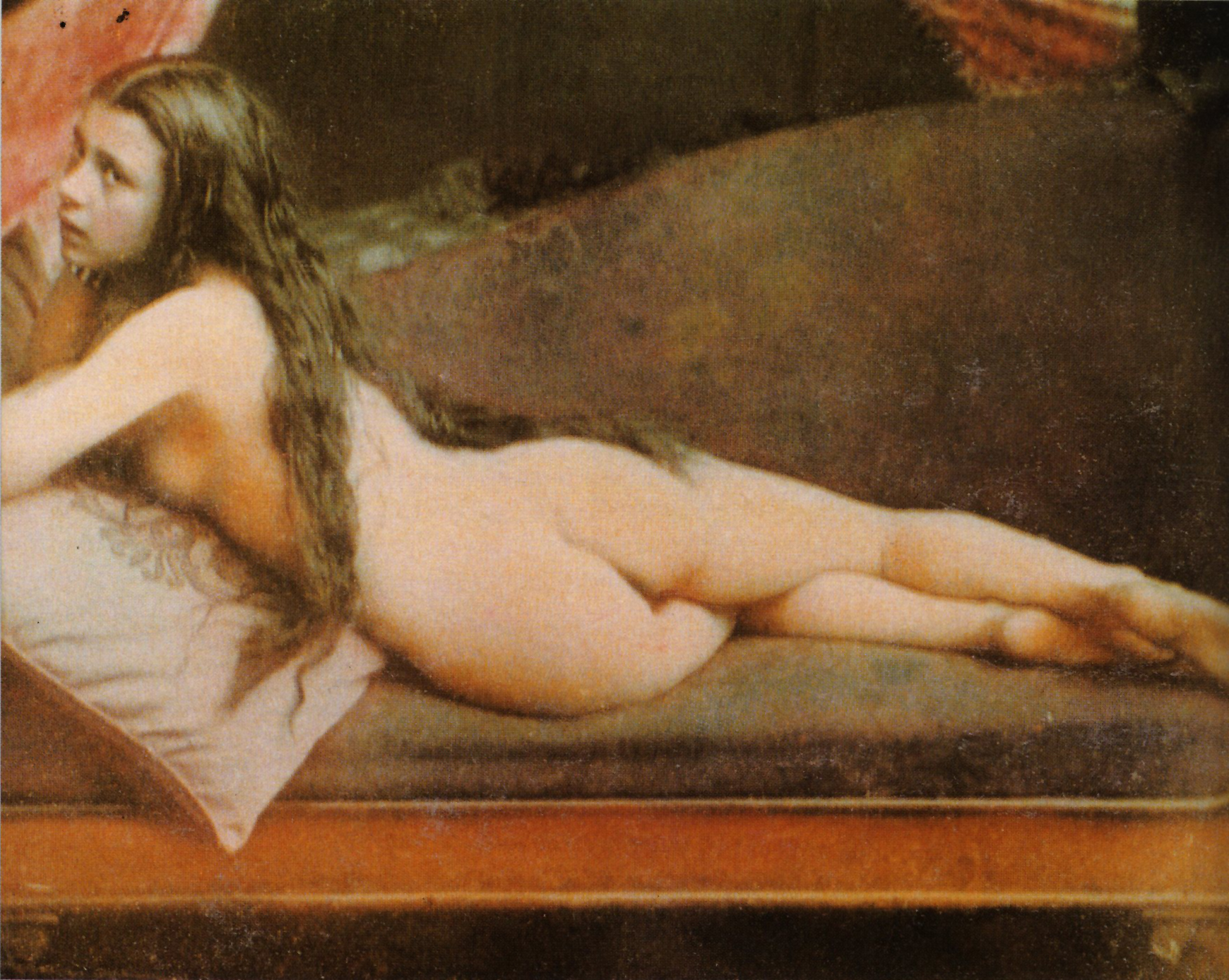
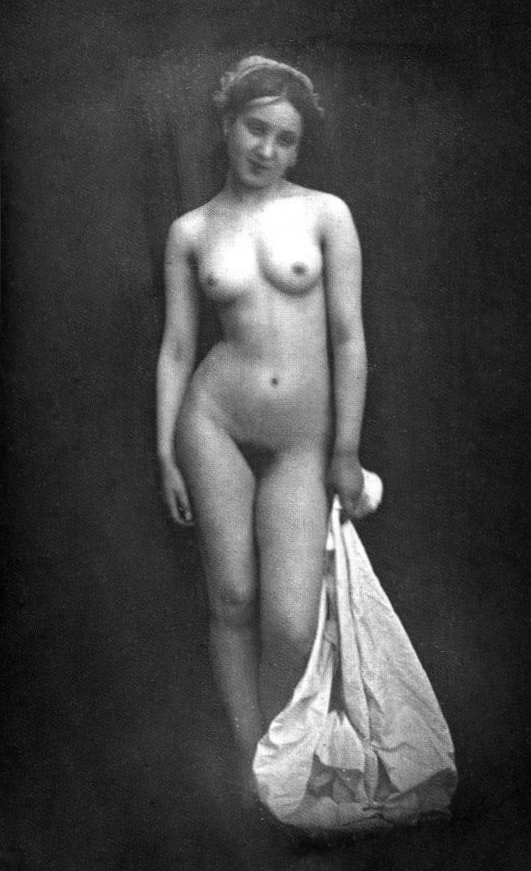
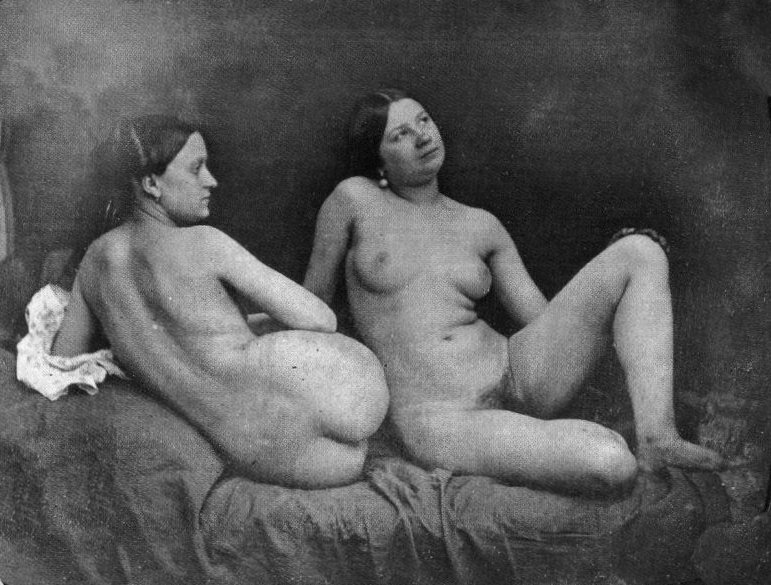

## Sbírky
- Getty Center
- Bibliothèque nationale de France
- Musée d'Orsay

## Galerie

### Etnografické snímky

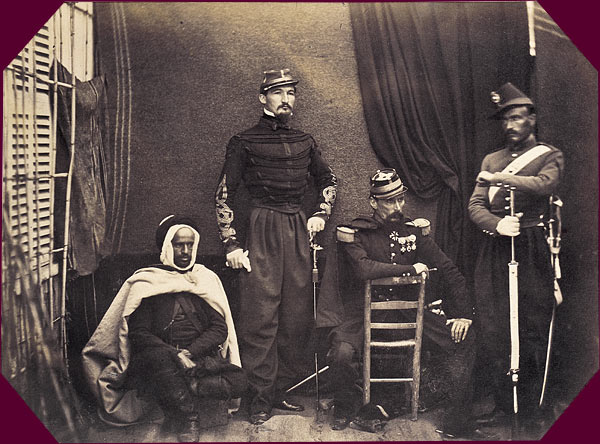
Provincie Orán, brigádní generál Beaufort d'Hautpoul, commanding officer subdivize v Tlemcenu, kapitán Séguier, 1856
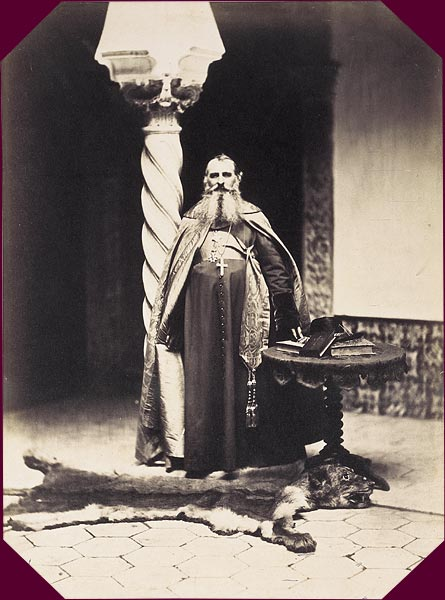
Monseigneur Pavy, alžírský biskup
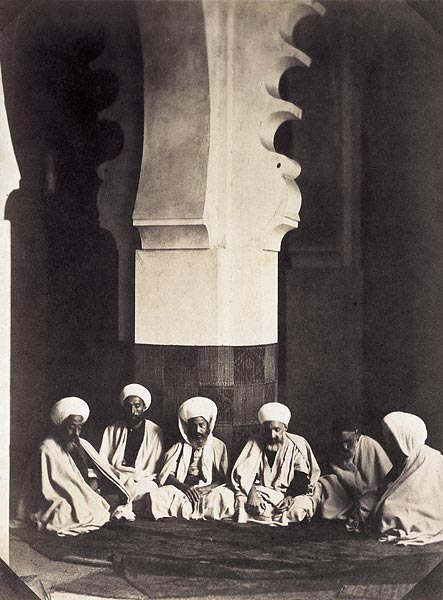
Arabové, 1856
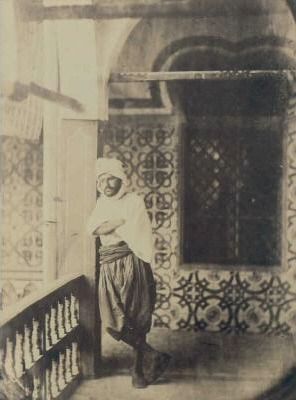
Palác v Constantine, 1855

### Krajinářské snímky

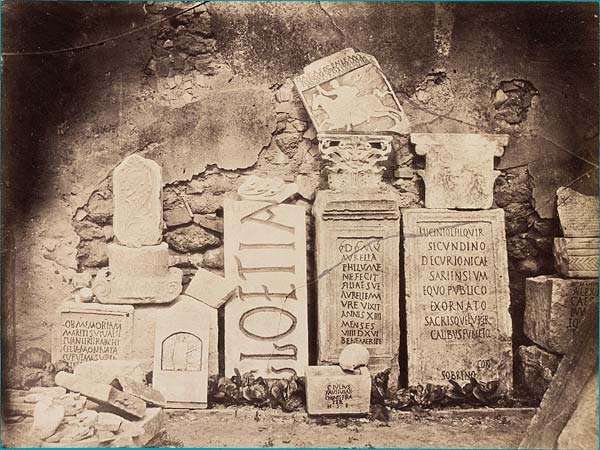
Archeologické nálezy, 1855
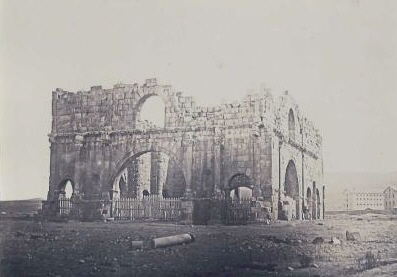
Ruiny Pretorium, Lambessa, 1855
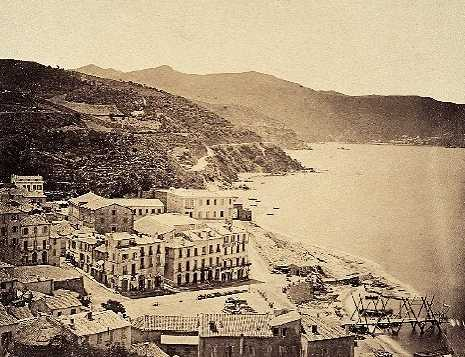
Philippeville a Stora, 1856
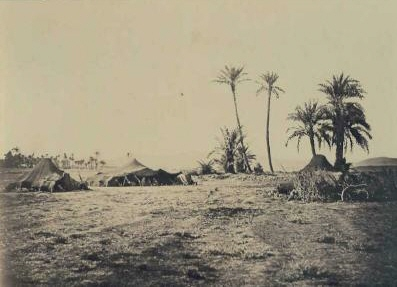
Palmové stromy a stany, 1855